# 3. ŽNL Vukovarsko-srijemska NS Vinkovci 2015./16.

## Tablica
| Mj. | Klub                     | Sus. | Pobj. | Ner. | Por. | GR.   | Bod.       |
| --- | ------------------------ | ---- | ----- | ---- | ---- | ----- | ---------- |
| 1.  | NK Zrinski Tordinci      | 18   | 15    | 1    | 2    | 65:17 | 45 (-1) ↓1 |
| 2.  | NK Lipovac               | 18   | 9     | 4    | 5    | 46:31 | 31         |
| 3.  | NK Borac Banovci         | 18   | 8     | 6    | 4    | 48:42 | 30         |
| 4.  | NK Podgrađe              | 18   | 9     | 1    | 8    | 35:35 | 28         |
| 5.  | NK Obilić Ostrovo        | 18   | 8     | 3    | 7    | 55:37 | 27         |
| 6.  | NK Polet Donje Novo Selo | 18   | 8     | 3    | 7    | 30:34 | 27         |
| 7.  | NK Čelik Gaboš           | 18   | 7     | 4    | 7    | 44:47 | 25         |
| 8.  | NK Sremac Markušica      | 18   | 6     | 2    | 10   | 31:40 | 20         |
| 9.  | NK Hajduk Mirko Mirkovci | 18   | 4     | 2    | 12   | 26:52 | 14         |
| 10. | NK Marinci               | 18   | 2     | 2    | 14   | 26:71 | 8          |

## Rezultati
| NK Sremac Markušica - NK Hajduk Mirko Mirkovci 2:0 NK Polet Donje Novo Selo - NK Zrinski Tordinci 0:2 NK Podgrađe - NK Obilić Ostrovo 3:1 NK Marinci - NK Borac Banovci 3:3 NK Lipovac - NK Čelik Gaboš 4:1 | NK Lipovac - NK Marinci 4:0 NK Borac Banovci - NK Podgrađe 0:3 NK Obilić Ostrovo - NK Polet Donje Novo Selo 8:0 NK Zrinski Tordinci - NK Sremac Markušica 3:0 NK Čelik Gaboš - NK Hajduk Mirko Mirkovci 3:1 | NK Podgrađe - NK Lipovac 1:3 NK Polet Donje Novo Selo - NK Borac Banovci 0:0 NK Sremac Markušica - NK Obilić Ostrovo 3:0 NK Hajduk Mirko Mirkovci - NK Zrinski Tordinci 2:3 NK Marinci - NK Čelik Gaboš 3:3 |
| NK Lipovac - NK Polet Donje Novo Selo 3:1 NK Marinci - NK Podgrađe 2:0 NK Borac Banovci - NK Sremac Markušica 1:1 NK Obilić Ostrovo - NK Hajduk Mirko Mirkovci 4:1 NK Čelik Gaboš - NK Zrinski Tordinci 2:1 | NK Sremac Markušica - NK Lipovac 1:4 NK Polet Donje Novo Selo - NK Marinci 2:0 NK Hajduk Mirko Mirkovci - NK Borac Banovci 2:3 NK Zrinski Tordinci - NK Obilić Ostrovo 4:2 NK Podgrađe - NK Čelik Gaboš 3:2 | NK Lipovac - NK Hajduk Mirko Mirkovci 6:2 NK Marinci - NK Sremac Markušica 1:3 NK Podgrađe - NK Polet Donje Novo Selo 3:1 NK Borac Banovci - NK Zrinski Tordinci 4:4 NK Čelik Gaboš - NK Obilić Ostrovo 3:3 |
| NK Lipovac - NK Zrinski Tordinci 1:6 NK Hajduk Mirko Mirkovci - NK Marinci 1:0 NK Sremac Markušica - NK Podgrađe 5:0 NK Obilić Ostrovo - NK Borac Banovci 7:2 NK Polet Donje Novo Selo - NK Čelik Gaboš 3:0 | NK Lipovac - NK Obilić Ostrovo 3:2 NK Marinci - NK Zrinski Tordinci 1:4 NK Podgrađe - NK Hajduk Mirko Mirkovci 2:1 NK Polet Donje Novo Selo - NK Sremac Markušica 2:1 NK Čelik Gaboš - NK Borac Banovci 2:2 | NK Borac Banovci - NK Lipovac 2:1 NK Obilić Ostrovo - NK Marinci 7:0 NK Zrinski Tordinci - NK Podgrađe 0:3 NK Hajduk Mirko Mirkovci - NK Polet Donje Novo Selo 4:3 NK Sremac Markušica - NK Čelik Gaboš 1:2 |
| NK Hajduk Mirko Mirkovci - NK Sremac Markušica 2:2 NK Zrinski Tordinci - NK Polet Donje Novo Selo 4:0 NK Obilić Ostrovo - NK Podgrađe 2:2 NK Borac Banovci - NK Marinci 9:2 NK Čelik Gaboš - NK Lipovac 2:2 | NK Marinci - NK Lipovac 1:4 NK Podgrađe - NK Borac Banovci 1:3 NK Polet Donje Novo Selo - NK Obilić Ostrovo 3:2 NK Sremac Markušica - NK Zrinski Tordinci 0:3 NK Hajduk Mirko Mirkovci - NK Čelik Gaboš 2:5 | NK Lipovac - NK Podgrađe 0:1 NK Borac Banovci - NK Polet Donje Novo Selo 1:1 NK Obilić Ostrovo - NK Sremac Markušica 2:1 NK Zrinski Tordinci - NK Hajduk Mirko Mirkovci 5:1 NK Čelik Gaboš - NK Marinci 6:2 |
| NK Polet Donje Novo Selo - NK Lipovac 0:0 NK Podgrađe - NK Marinci 4:3 NK Sremac Markušica - NK Borac Banovci 2:1 NK Hajduk Mirko Mirkovci - NK Obilić Ostrovo 0:4 NK Zrinski Tordinci - NK Čelik Gaboš 5:0 | NK Lipovac - NK Sremac Markušica 4:1 NK Marinci - NK Polet Donje Novo Selo 1:2 NK Borac Banovci - NK Hajduk Mirko Mirkovci 3:2 NK Obilić Ostrovo - NK Zrinski Tordinci 0:2 NK Čelik Gaboš - NK Podgrađe 5:3 | NK Hajduk Mirko Mirkovci - NK Lipovac 1:1 NK Sremac Markušica - NK Marinci 3:4 NK Polet Donje Novo Selo - NK Podgrađe 1:0 NK Zrinski Tordinci - NK Borac Banovci 5:1 NK Obilić Ostrovo - NK Čelik Gaboš 3:1 |
| NK Zrinski Tordinci - NK Lipovac 2:0 NK Marinci - NK Hajduk Mirko Mirkovci 0:2 NK Podgrađe - NK Sremac Markušica 6:2 NK Borac Banovci - NK Obilić Ostrovo 4:1 NK Čelik Gaboš - NK Polet Donje Novo Selo 4:2 | NK Obilić Ostrovo - NK Lipovac 2:2 NK Zrinski Tordinci - NK Marinci 9:0 NK Hajduk Mirko Mirkovci - NK Podgrađe 1:0 NK Sremac Markušica - NK Polet Donje Novo Selo 0:3 NK Borac Banovci - NK Čelik Gaboš 4:1 | NK Lipovac - NK Borac Banovci 4:5 NK Marinci - NK Obilić Ostrovo 3:5 NK Podgrađe - NK Zrinski Tordinci 0:3 NK Polet Donje Novo Selo - NK Hajduk Mirko Mirkovci 6:1 NK Čelik Gaboš - NK Sremac Markušica 2:3 |